# Dorfkirche Weltewitz

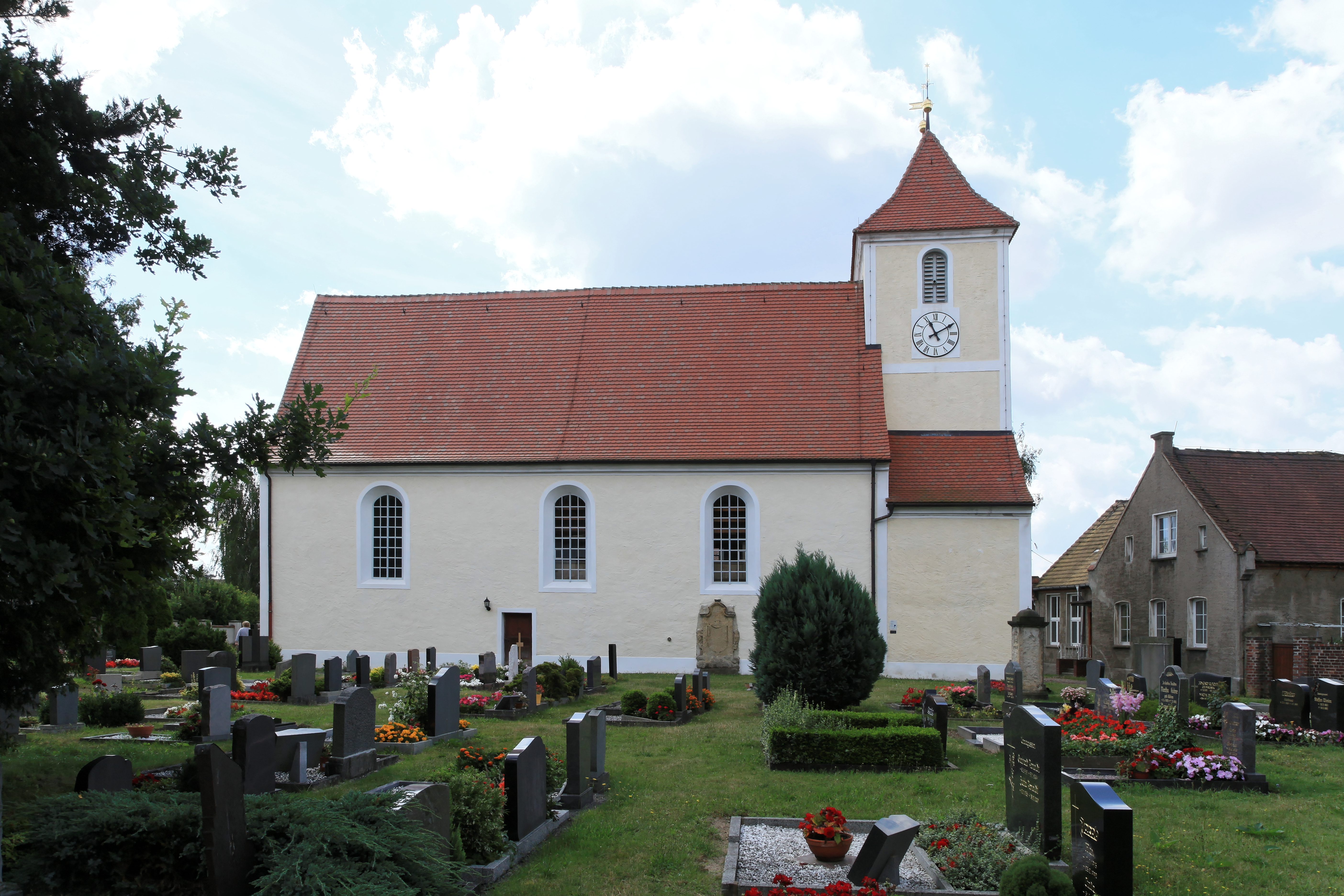
Dorfkirche Weltewitz

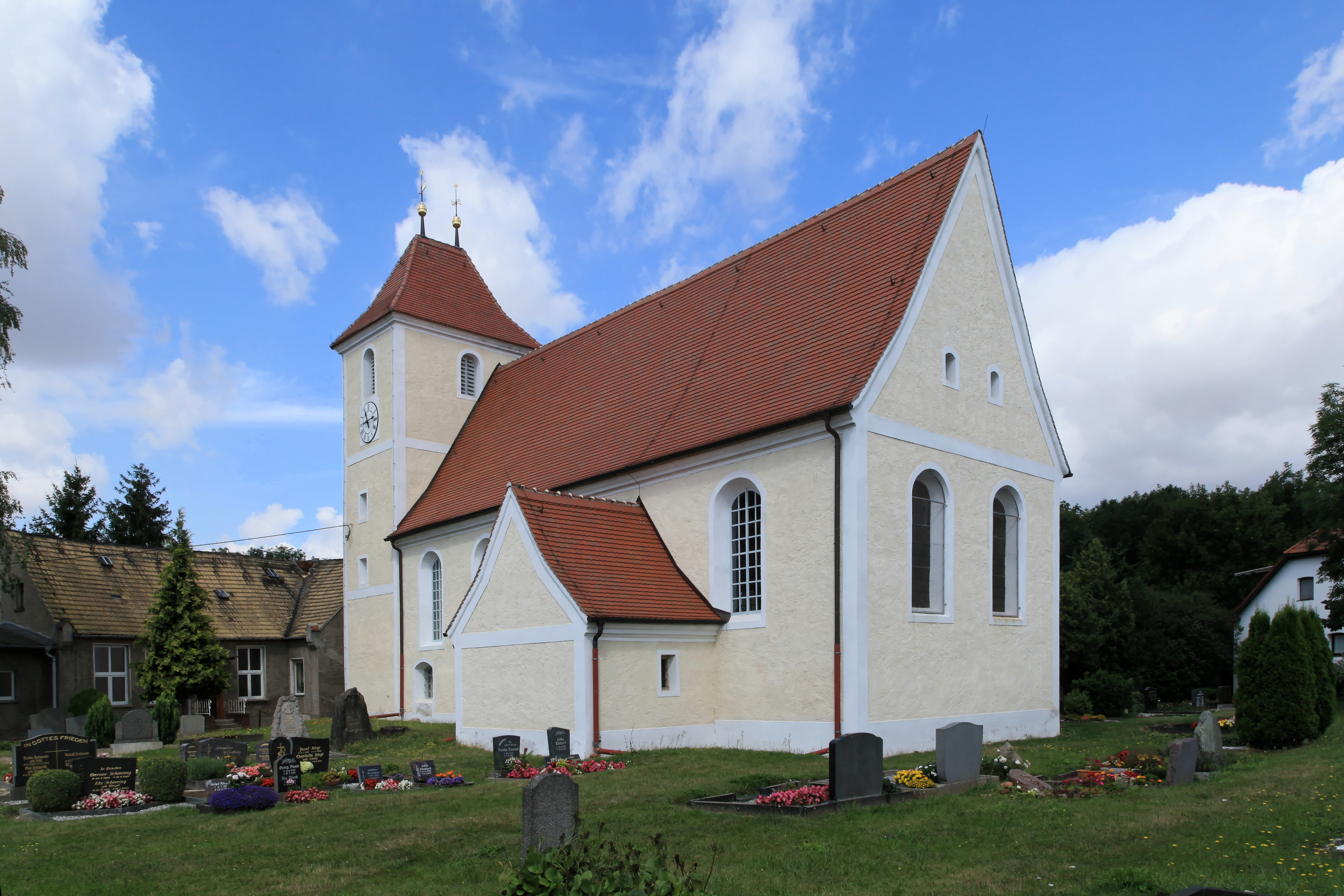
Südostansicht

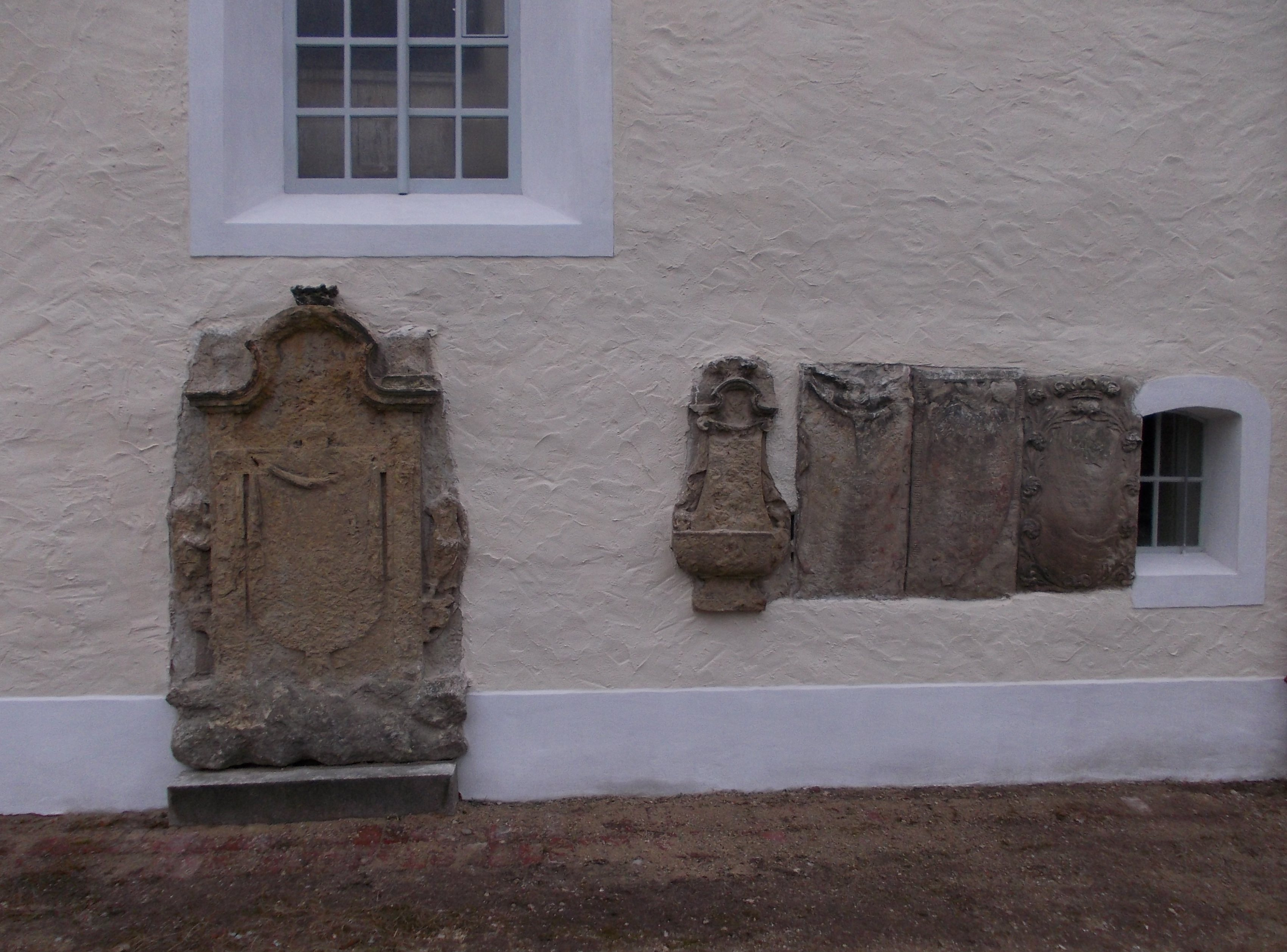
Grabsteine an der Außenwand

Die evangelische Dorfkirche Weltewitz ist eine im Kern vermutlich spätgotische, später mehrfach umgebaute Saalkirche im Ortsteil Weltewitz von Jesewitz im Landkreis Nordsachsen. Sie gehört zur Kirchengemeinde Weltewitz im Kirchenkreis Torgau-Delitzsch der Evangelischen Kirche in Mitteldeutschland.

## Geschichte und Architektur
Die vermutlich spätgotische Saalkirche mit unsicherer Erbauungszeit wurde 1694 nach Osten verlängert und erhöht. Im Jahr 1909 wurden das Bauwerk und die Ausstattung restauriert. Der Bau aus Bruchstein- und Feldsteinmauerwerk mit gerade geschlossenem Chor wird innen durch Rundbogenfenster erhellt. Der Westturm ist über einem querrechteckigen Grundriss erbaut, im oberen Teil eingezogen und wird durch ein Walmdach abgeschlossen. An der Turmnordseite ist ein Anbau mit Tonnengewölbe angeordnet, an der Südseite des Saales die Sakristei. 
Das flachgedeckte Innere ist mit Emporen an der West- und Nordseite versehen, die vermutlich 1694 eingebaut und 1722 verändert wurden. An der Nordseite sind die Emporen zweigeschossig ausgebildet; unter der modernen Bemalung wurde eine Fassung mit Lorbeerblattgirlanden nachgewiesen. Die Sakristei ist mit einem Tonnengewölbe geschlossen.

## Ausstattung
Der Altaraufsatz ist in gotisierenden Formen mit Anklängen an den Jugendstil gestaltet und stammt aus dem Jahr 1909. Die fünfseitige Kanzel wurde 1694 geschaffen. An der Ostwand sind zwei Glasmalereien von 1909 eingesetzt, in denen Moses und ein segnender Christus dargestellt sind. An der Außenwand sind Grabsteine und Epitaphien vom Ende des 17. bis zum Anfang des 18. Jahrhunderts aufgestellt.

## Orgel
Die bedeutende Orgel mit aufwändig geschnitztem Prospekt ist ein Werk von Johann Jakob Donati dem Älteren aus dem Jahr 1722 mit 11 Registern auf einem Manual und Pedal, das 2008 von Alexander Schuke Potsdam Orgelbau restauriert wurde. Aus der Zeit davor sind nur zwei geringfügige Reinigungen und Reparaturen überliefert. Die Disposition lautet:
| I Manual CD–c3      |    |
| Flöte traverse      | 8′ |
| Bordun              | 8′ |
| Viol. di Gambe      | 8′ |
| Principal           | 4′ |
| Gedackt             | 4′ |
| Quinta              | 3′ |
| Octave              | 2′ |
| Cornett III (ab c1) |    |
| Mixtur III          | 1′ |

| Pedal CD–c1 |     |
| Sub Baß     | 16′ |
| Octav Baß   | 8′  |

- Koppel: I/P
- vermutlich früher Tremulant